# Mala Kapela
Mala Kapela planinski je lanac u Hrvatskoj, nalazi se na sjeveru Like, a pruža se od Velike Kapele na zapadu do Plitvičkih jezera na istoku te od Josipdolske, Plaščanske i Saborčanske doline na sjeveru do Gacke i Krbave na jugu. Spada u Dinarsko gorje i sastoji se od niza planinskih vrhova međusobno spojenih izduženim planinskim lancem u smjeru istok-zapad. Najviši vrh je Seliški vrh, 1279 mnm.

## Povijest
Kao i Velika Kapela, Mala Kapela tijekom povijesti bila je u posjedu Hrvatske plemenite obitelji Frankopan. Ime je dobila po šumskoj kapeli na planinskom prijevoju između Josipdola i Brinja, gdje je bilo konačište za putnike, a njeno staro ime je Gvozd. Turizam je razvijen osobito na istočnom dijelu planine oko Plitvičkih jezera.

## Biljni i životinjski svijet
Ova Hrvatska planina bogata je biljnim i životinjskim svijetom slično kao i susjedna velika Kapela, nastanjena je vukovima, medvjedima, risovima kao i raznim drugim životinjama a ponegdje još ima i predjela pod sačuvanom prašumom.